# Porus nuclear

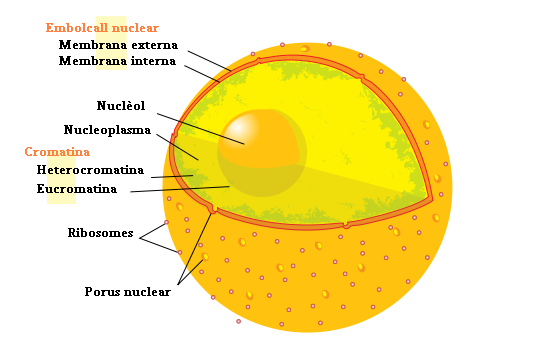
Diagrama del nucli d'una cèl·lula humana. El porus nuclear està marcat a baix a l'esquerra

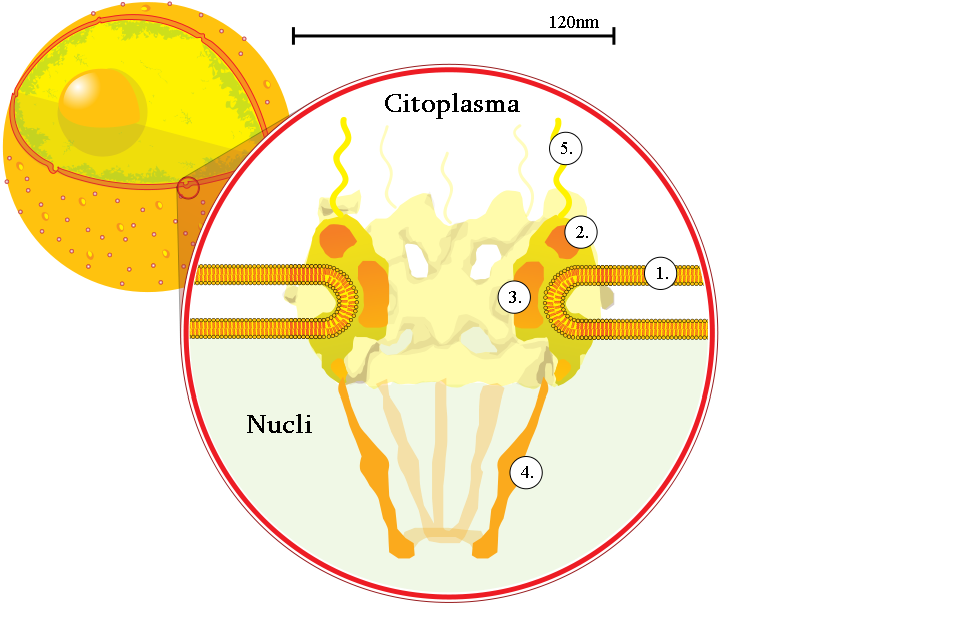
Porus nuclear. Vista lateral 1. Embolcall nuclear. 2. Anell extern 3. Rajos. 4. Cistell. 5. Filaments. (Dibuixat basant-se en microscòpia electrònica)

Els porus nuclears són grans complexos de proteïnes que travessen l'embolcall nuclear, la qual és una doble membrana que envolta el nucli cel·lular, present a la majoria dels eucariotes. Hi ha prop de 2000 complexos de porus a l'embolcall nuclear de la cèl·lula d'un vertebrat, però varia segons el nombre de transcripcions de la cèl·lula. Les proteïnes que formen els complexos de porus nuclears són conegudes com a nucleoporines. Prop de la meitat de les nucleoporines contenen habitualment una estructura terciària alfa solenoide o beta hèlix, o en alguns casos ambdues com dominis proteics separats. L'altra meitat mostra característiques estructurals típiques de proteïnes "nativament no plegades", per exemple són proteïnes altament flexibles que manquen d'estructura secundària ordenada. Aquestes proteïnes desordenades són les nucleoporines FG, anomenades així per la seva seqüència aminoacídica que conté diverses repeticions del pèptid fenilalanina-glicina.
Els porus nuclears permeten el transport de molècules solubles en aigua a través de l'embolcall nuclear. Aquest transport inclou el moviment d'ARN i ribosomes des del nucli al citoplasma, i moviment de proteïnes (com ADN polimerasa i laminines), carbohidrats, molècules de senyal i lípids cap al nucli. És notable que el complex de porus nuclear (CPN o NPC en anglés) pot conduir activament 1000 translocacions per complex per segon. Tot i que les molècules petites passen per difusió simple a través dels porus, les molècules de mida més gran poden ser reconegudes mitjançant seqüències de senyal específiques i després difoses amb l'ajuda de les nucleoporines cap a o des del nucli. Això és conegut com el cicle RAN. Cadascuna de les vuit subunitats proteiques que envolten el porus autèntic (l'anell extern) projecta una proteïna amb forma de radi cap al canal del porus. El centre del porus moltes vegades sembla que tingui una estructura semblant a un tap. Encara no se sap si això correspon a un tap autèntic o és simplement càrrega atrapada durant el trànsit.